# Streblocera tayulingensis
Streblocera tayulingensis är en stekelart som beskrevs av Chou 1990. Streblocera tayulingensis ingår i släktet Streblocera och familjen bracksteklar. Inga underarter finns listade i Catalogue of Life.